# Bitwa pod Yiling
Bitwa pod Yiling – bitwa w okresie Trzech Królestw, stoczona w 222 między siłami państw Shu Han i Wu (Okres Trzech Królestw), zakończona zwycięstwem tych ostatnich.
Po bitwie pod Fancheng w 219, w której zginął Guan Yu, jego przyjaciel, władca Shu Han, cesarz Liu Bei, dążąc do zemsty, wbrew radom swego kanclerza, doświadczonego generała Zhuge Lianga, zaatakował państwo Wu. Po długiej kampanii wzdłuż Jangcy, siły Shu zostały pod Yilingiem (dzisiejszy Yichang) rozbite przez wojska Wu, pod komendą młodego dowódcy, Lu Xuna. Zwycięstwo to umocniło panowanie Wu nad Jingzhou, zdobytym w wyniki bitwy pod Fancheng i doprowadziło do niestabilnego pokoju między państwami.